# Melonera
|  | Per a altres significats, vegeu «Meló (anatomia dels cetacis)». |

La melonera o meló (Cucumis melo) és una espècie de planta amb flors del gènere Cucumis dins la família de les cucurbitàcies (Cucurbitaceae). És una planta nativa de les zones de clima tropical sec d'Àfrica de l'est i del sud, Àsia occidental, el subcontinent indi, Nova Guinea i Austràlia central.
Addicionalment pot rebre els noms de meló comú, meló d'olor, meló de l'olor, meló de tot l'any, meló de València, meló romeu, meló ronyós, meloner i melons. També s'han recollit les variants lingüístiques meló d'auló, meló d'aulor, meló de l'auló i melon.
El fruit s'anomena meló però addicionalment pot rebre els noms de meló d'any i meló de tot l'any.

## Descripció

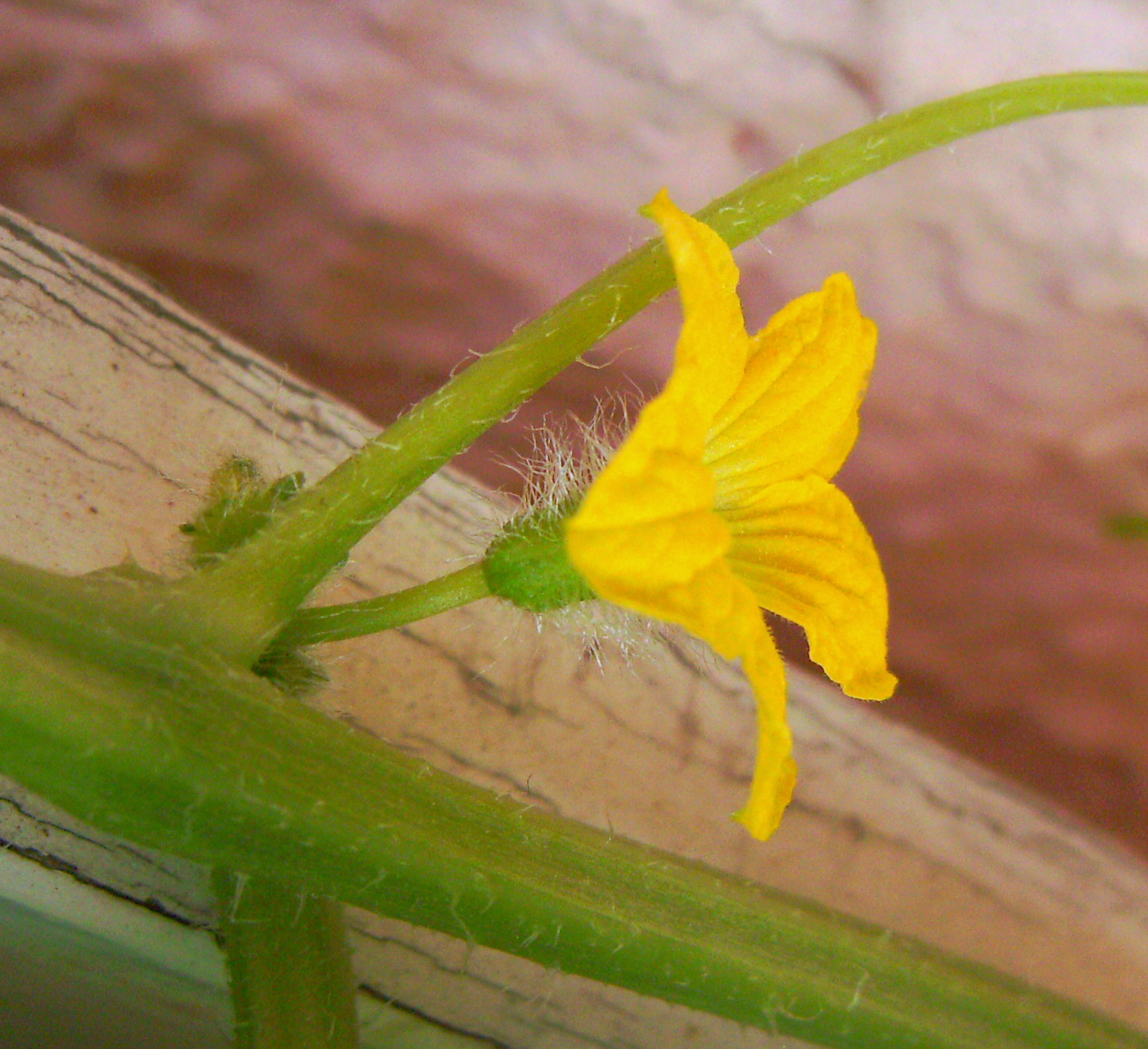
Flor masculina de melonera del cultivar Charentais

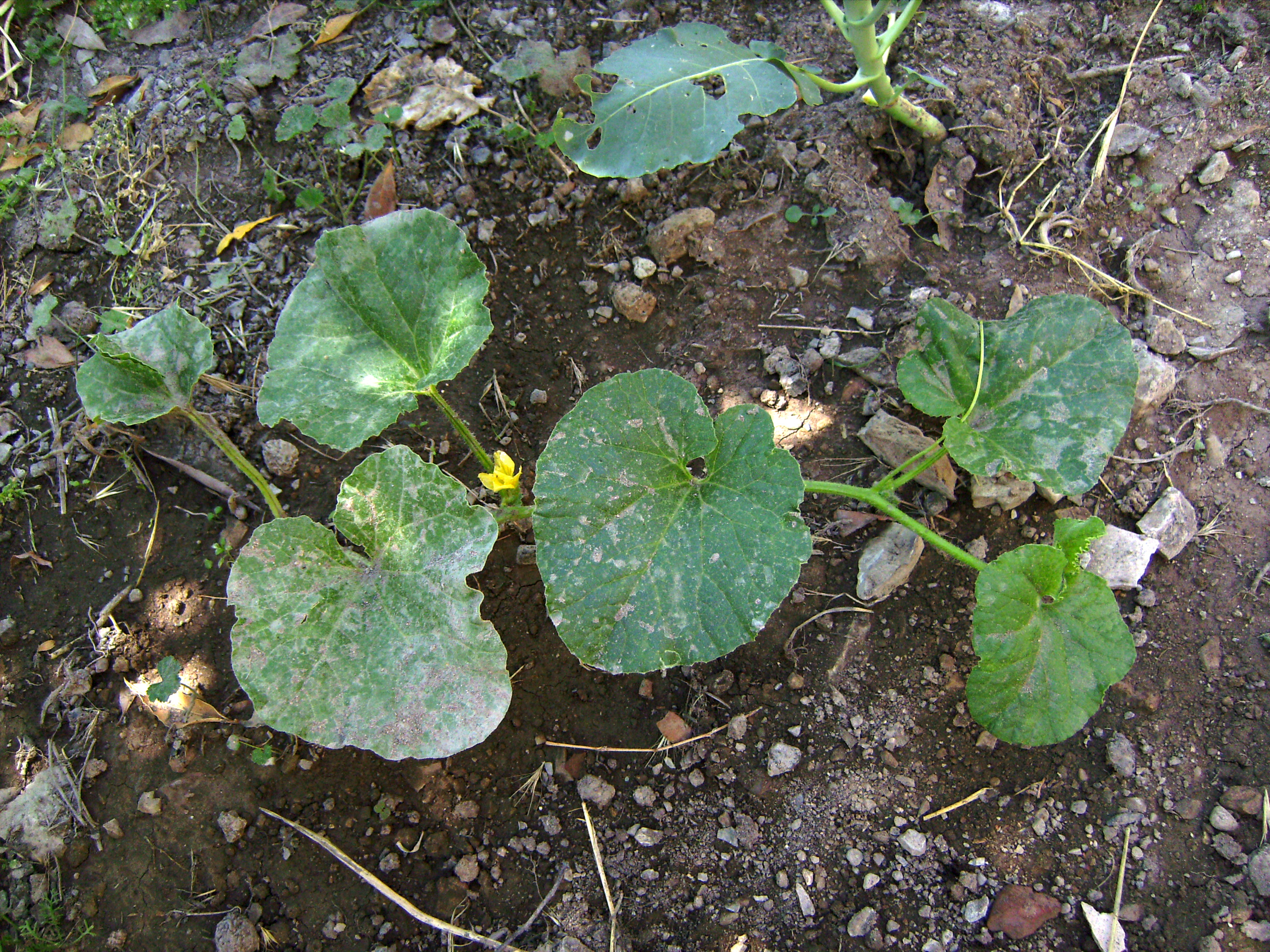
Melonera del tipus Muskmelon florida

És una planta herbàcia anual de la família Cucurbitaceae. Té les tiges esteses i moltes branques aspres, amb circells, i de 3 a 4 metres de longitud. Les fulles tenen el pecíol acanalat i estan partides en cinc lòbuls obtusos. Flors solitàries, algunes masculines i les altres femenines, la corol·la és groga. El fruit és el·lipsoidal, de 20 a 30 cm de llarg, amb l'escorça blanca, groga, verda o tacada d'aquests colors. La polpa és olorosa i dolça. Les llavors tenen l'epicarpi groc i són blanques a l'interior.

## Taxonomia
Aquesta espècie va ser publicada per primer cop l'any 1753 al segon volum de l'obra Species Plantarum del botànic suec Carl von Linné (1707-1778).

### Sinònims
Els següents noms científics són sinònims de Cucumis melo:
- Sinònims homotípics

- Cucumis deliciosus Salisb.
- Cucumis melo f. typicus Pangalo
- Melo sativus Sageret

- Sinònims heterotípics

- Bryonia collosa Rottler
- Cucumis acidus Jacq.
- Cucumis agrestis (Naudin) Greb.
- Cucumis agrestis subsp. figari (Pangalo) Greb.
- Cucumis alba Nakai
- Cucumis alba var. flavescens Nakai
- Cucumis ambiguus Fenzl ex Hook.f.
- Cucumis arenarius Schumach. & Thonn.
- Cucumis aromaticus Royle
- Cucumis bardanus Fenzl ex Naudin
- Cucumis bisexualis A.M.Lu & G.C.Wang
- Cucumis campechianus Kunth
- Cucumis cantalupensis Haberle ex M.Roem.
- Cucumis cantalupo Rchb.
- Cucumis chate Hasselq.
- Cucumis chinensis (Pangalo) Pangalo
- Cucumis chito C.Morren
- Cucumis cicatrisatus Stocks
- Cucumis cognata Fenzl ex Hook.f.
- Cucumis collosus (Rottler) Cogn.
- Cucumis conomon Thunb.
- Cucumis conomon var. koreana Nakai
- Cucumis conomon var. rugosa Nakai
- Cucumis cubensis Schrad.
- Cucumis cubensis var. costatus M.Roem.
- Cucumis dudaim L.
- Cucumis dudaim aegyptiacus (Alef.) Sickenb.
- Cucumis dudaim bitarianus Sickenb.
- Cucumis dudaim elongatus Sickenb.
- Cucumis dudaim striatus Sickenb.
- Cucumis eriocarpus Boiss. & Noë
- Cucumis erivanicus Steud.
- Cucumis flexuosus L.
- Cucumis flexuosus var. adzhur Pangalo
- Cucumis flexuosus var. curvatoalbus Pangalo
- Cucumis flexuosus var. curvatoaurantiacus Pangalo
- Cucumis flexuosus var. curvatoviridis Pangalo
- Cucumis flexuosus var. rectoalbus Pangalo
- Cucumis flexuosus var. rectoauranticus Pangalo
- Cucumis flexuosus var. rectoviridis Pangalo
- Cucumis flexuosus var. reflexus Ser.
- Cucumis flexuosus var. terra Pangalo
- Cucumis jamaicensis Bertero ex Spreng.
- Cucumis jucunda F.Muell.
- Cucumis laevigatus Chiov.
- Cucumis maculatus Willd.
- Cucumis melo var. acidulus Naudin
- Cucumis melo convar. adana (Pangalo) Greb.
- Cucumis melo var. adana (Pangalo) Pangalo
- Cucumis melo subsp. adana (Pangalo) Pangalo
- Cucumis melo adana Pangalo
- Cucumis melo var. adress Pangalo
- Cucumis melo convar. adzhur (Pangalo) Greb.
- Cucumis melo var. aegyptiacus Alef.
- Cucumis melo subvar. aegyptiacus (Alef.) D.S.Fish
- Cucumis melo var. aestivalis Alef.
- Cucumis melo var. aethiopicus Naudin
- Cucumis melo subsp. agrestis (Naudin) Pangalo
- Cucumis melo f. agrestis (Naudin) W.J.de Wilde & Duyfjes
- Cucumis melo subvar. agrestis (Naudin) Pangalo
- Cucumis melo var. agrestis Naudin
- Cucumis melo var. albidus Alef.
- Cucumis melo f. albidus (Alef.) Kitam.
- Cucumis melo var. alboviridis Pangalo
- Cucumis melo f. albus Makino
- Cucumis melo var. alwarensis A.Pandey & S.Rajkumar
- Cucumis melo proles ameri Pangalo
- Cucumis melo var. ameri Gabaev
- Cucumis melo convar. ameri (Pangalo) Greb.
- Cucumis melo subsp. ameri (Pangalo) Pangalo
- Cucumis melo var. ananas Alef.
- Cucumis melo var. ananas-i-chair-verte Hassib
- Cucumis melo var. anatolicus Naudin
- Cucumis melo var. annae Alef.
- Cucumis melo var. argenteus Alef.
- Cucumis melo var. arundel Hassib
- Cucumis melo var. atab Hassib
- Cucumis melo var. atossae Alef.
- Cucumis melo var. aurantiacus (Harz) Pangalo
- Cucumis melo aurantiacus Harz
- Cucumis melo var. autumnales Filov
- Cucumis melo var. azmirli Hassib
- Cucumis melo subvar. bassusi Hassib
- Cucumis melo var. beida Hassib
- Cucumis melo var. bitarianus (Sickenb.) Hassib
- Cucumis melo var. bos-valdy E.Suzuki
- Cucumis melo var. brasilianus Alef.
- Cucumis melo var. buharici Filov
- Cucumis melo var. bullock Hassib
- Cucumis melo var. burrells-gem Hassib
- Cucumis melo var. cantalupa (Pangalo) Gabaev
- Cucumis melo convar. cantalupa (Pangalo) Greb.
- Cucumis melo subsp. cantalupa (Pangalo) Pangalo
- Cucumis melo proles cantalupa Pangalo
- Cucumis melo var. cantalupensis Naudin
- Cucumis melo convar. cantalupensis (Naudin) Alef.
- Cucumis melo var. cantalupo Ser.
- Cucumis melo var. cantonianus Naudin
- Cucumis melo var. carmelitarum Alef.
- Cucumis melo var. carthagenens Alef.
- Cucumis melo var. casaba Pangalo
- Cucumis melo var. caseiformis Alef.
- Cucumis melo convar. cassaba (Pangalo) Greb.
- Cucumis melo subsp. cassaba (Pangalo) Pangalo
- Cucumis melo proles cassaba Pangalo
- Cucumis melo var. cassabar Alef.
- Cucumis melo convar. chandalak (Gabaev) Greb.
- Cucumis melo var. chandalak Gabaev
- Cucumis melo subsp. chandalak (Gabaev) Pangalo
- Cucumis melo proles chandaljak Pangalo}}
- Cucumis melo var. chate (Hasselq.) Sageret
- Cucumis melo subsp. chate (Hasselq.) Hassib
- Cucumis melo var. chilensis Alef.
- Cucumis melo subsp. chinensis (Pangalo) Pangalo
- Cucumis melo var. chinensis Pangalo
- Cucumis melo convar. chinensis (Pangalo) Greb.
- Cucumis melo subsp. chinensis (Pangalo) Filov
- Cucumis melo var. chito (C.Morren) Naudin}}
- Cucumis melo var. chloris Alef.
- Cucumis melo var. chrysopetrus Alef.
- Cucumis melo var. citrinus Alef.
- Cucumis melo var. citrodorus Alef.
- Cucumis melo var. conomon (Thunb.) Makino
- Cucumis melo subsp. conomon (Thunb.) Greb.
- Cucumis melo convar. conomon (Thunb.) Greb.
- Cucumis melo var. coronata Alef.
- Cucumis melo var. cossonianus Naudin
- Cucumis melo var. cultus Kurz
- Cucumis melo subvar. cultus (Kurz) Pangalo
- Cucumis melo subsp. cultus (Kurz) Pangalo
- Cucumis melo var. dampsa Alef.
- Cucumis melo var. daree Alef.
- Cucumis melo var. deliciosus Alef.
- Cucumis melo var. dinodaim Alef.
- Cucumis melo f. dissectifolius Pangalo
- Cucumis melo var. ducalis Alef.
- Cucumis melo var. dudaim (L.) Naudin
- Cucumis melo subsp. dudaim (L.) Greb.
- Cucumis melo convar. dudaim (L.) Alef.
- Cucumis melo f. dulcis Pangalo
- Cucumis melo var. dumeri Hassib
- Cucumis melo var. durans Alef.
- Cucumis melo var. duripulposus Filov
- Cucumis melo var. durrieni Alef.
- Cucumis melo var. ecostatus Alef.
- Cucumis melo subvar. elongatus (Sickenb.) D.S.Fish
- Cucumis melo convar. elongatus Alef.
- Cucumis melo var. elongatus (Sickenb.) Hassib
- Cucumis melo var. endaurantius Alef.
- Cucumis melo var. erythraeus Naudin
- Cucumis melo var. erythrosarx Alef.
- Cucumis melo subsp. europaeus Filov
- Cucumis melo var. faginus Alef.
- Cucumis melo var. fairi Alef.
- Cucumis melo var. firany Hassib
- Cucumis melo f. flavus (Makino) Kitam.
- Cucumis melo var. flavus Makino
- Cucumis melo subsp. flexuosus (L.) Pangalo
- Cucumis melo convar. flexuosus (L.) Greb.
- Cucumis melo var. flexuosus (L.) Naudin
- Cucumis melo var. friesicus Alef.
- Cucumis melo var. fucharici E.Suzuki
- Cucumis melo var. gallicus Alef.
- Cucumis melo var. gehoon Alef.
- Cucumis melo var. gem-rocky Hassib
- Cucumis melo var. gerger Alef.
- Cucumis melo var. germek Alef.
- Cucumis melo subvar. geyeidy Hassib
- Cucumis melo var. giganteus Alef.
- Cucumis melo f. ginmakua Kitam.
- Cucumis melo var. golobcresdael E.Suzuki
- Cucumis melo var. goorgab Alef.
- Cucumis melo var. gourbek Filov
- Cucumis melo var. gracilior Pangalo
- Cucumis melo f. grandifolius Pangalo
- Cucumis melo f. hamikua Kitam.
- Cucumis melo var. hasanbey Pangalo
- Cucumis melo var. hibernus Filov
- Cucumis melo var. hiemalis Filov
- Cucumis melo var. hime Makino
- Cucumis melo var. honey-dew Hassib
- Cucumis melo var. hooseini Alef.
- Cucumis melo var. indicus Alef.
- Cucumis melo var. indicus E.Suzuki
- Cucumis melo var. inodorus H.Jacq.
- Cucumis melo var. insipidus Alef.
- Cucumis melo var. insularis Alef.
- Cucumis melo var. ispahanensis Alef.
- Cucumis melo var. italicus Alef.
- Cucumis melo var. keiseng Alef.
- Cucumis melo var. khadra Hassib
- Cucumis melo f. kikumelon Kitam.
- Cucumis melo var. kurschaing Alef.
- Cucumis melo var. leeanus Alef.
- Cucumis melo var. leucadicus Alef.
- Cucumis melo var. leucodictyon Alef.
- Cucumis melo var. leucospermus Alef.
- Cucumis melo var. liliinus Alef.
- Cucumis melo var. macrocastanus Pangalo
- Cucumis melo var. macroleucus Pangalo
- Cucumis melo var. macropyrochrus Pangalo
- Cucumis melo var. maculatus Naudin
- Cucumis melo var. makua Kitam. ex Makino
- Cucumis melo var. makuwa Makino
- Cucumis melo var. maltensis Ser.
- Cucumis melo var. mansouri Hassib
- Cucumis melo var. mehanawy Hassib
- Cucumis melo convar. melitensis Alef.
- Cucumis melo subsp. meloides Endl & H.Schaef.
- Cucumis melo subsp. microcarpus (Alef.) Pangalo
- Cucumis melo var. microcarpus (Alef.) Pangalo
- Cucumis melo convar. microcarpus Alef.
- Cucumis melo var. microcastanus Pangalo
- Cucumis melo var. microleucus Pangalo
- Cucumis melo var. micropyrochrus Pangalo
- Cucumis melo var. microspermus Nakai ex Kitam.
- Cucumis melo var. microspermus Alef.
- Cucumis melo var. minutissimus Naudin
- Cucumis melo var. momordica (Roxb.) Cogn.
- Cucumis melo var. monoclinus (Pangalo) Filov
- Cucumis melo var. montaguanus Alef.
- Cucumis melo var. naudinii Alef.
- Cucumis melo var. nigrescens Alef.
- Cucumis melo var. nucinus Alef.
- Cucumis melo var. nuksewan Alef.
- Cucumis melo var. odessanus Alef.
- Cucumis melo var. odoratissimus Alef.
- Cucumis melo var. olorinus Alef.
- Cucumis melo var. orientalis Alef.
- Cucumis melo subsp. orientalis Sageret ex Filov
- Cucumis melo var. pachyderma Alef.
- Cucumis melo var. pancherianus (Naudin) Alef.
- Cucumis melo var. paplis Alef.
- Cucumis melo var. pedatifidus (Schrad.) Alef.
- Cucumis melo var. persicodorus (Seitz) Alef.
- Cucumis melo var. peruanus Alef.
- Cucumis melo var. petrosus Alef.
- Cucumis melo var. polignac Alef.
- Cucumis melo var. praecantalupa Pangalo
- Cucumis melo var. praecox Filov
- Cucumis melo var. praecox Alef.
- Cucumis melo var. prescottii Alef.
- Cucumis melo var. provincialis Alef.
- Cucumis melo var. pubescens (Willd.) Kurz
- Cucumis melo subsp. pubescens (Willd.) Hassib
- Cucumis melo var. reginae (Schrad.) Alef.
- Cucumis melo convar. reticulatus (Ser.) Alef.
- Cucumis melo var. reticulatus Ser.
- Cucumis melo var. rhodosarx Alef.
- Cucumis melo subsp. rigidus (Pangalo) Filov
- Cucumis melo rigidus Pangalo
- Cucumis melo var. rigidus (Pangalo) Pangalo
- Cucumis melo var. romanus Alef.
- Cucumis melo f. rugosus Nakai ex Kitam.
- Cucumis melo var. saccharinus H.Jacq.
- Cucumis melo var. saharunporensis Naudin
- Cucumis melo var. saidi Hassib
- Cucumis melo var. salmoneus Alef.
- Cucumis melo var. santawi Hassib
- Cucumis melo var. sapidissimus Alef.
- Cucumis melo var. schraderianus (M.Roem.) Alef.
- Cucumis melo var. senani Hassib
- Cucumis melo var. shahd Hassib
- Cucumis melo var. shammam Saidi
- Cucumis melo f. showamelon Kitam.
- Cucumis melo var. siamensis Alef.
- Cucumis melo subsp. spontaneum Filov
- Cucumis melo var. striatus (Sickenb.) Hassib
- Cucumis melo var. succosus Alef.
- Cucumis melo var. susianuus Alef.
- Cucumis melo var. syriacus Alef.
- Cucumis melo var. tamago Makino
- Cucumis melo var. tarra Filov
- Cucumis melo var. tauricus Alef.
- Cucumis melo var. texanus Naudin
- Cucumis melo var. theioides Alef.
- Cucumis melo var. thessalonicus Alef.
- Cucumis melo var. turonensis Alef.
- Cucumis melo var. unionis Alef.
- Cucumis melo var. utilissimus (Roxb.) Duthie & Fuller
- Cucumis melo var. vard Gabaev
- Cucumis melo var. variegatus (Makino) Pangalo
- Cucumis melo f. variegatus Makino
- Cucumis melo var. vaughans-original-osage Hassib
- Cucumis melo f. viridis (Alef.) Makino
- Cucumis melo var. viridis Alef.
- Cucumis melo var. vulgaris H.Jacq.
- Cucumis melo subsp. vulgaris (H.Jacq.) Pangalo
- Cucumis melo subvar. waraqi Hassib
- Cucumis melo var. zaami E.Suzuki
- Cucumis melo proles zard (Gabaev) Pangalo
- Cucumis melo var. zard Gabaev
- Cucumis melo convar. zard (Gabaev) Greb.
- Cucumis melo subsp. zard (Gabaev) Pangalo
- Cucumis melo var. zebrinoaurantiacus Pangalo
- Cucumis melo var. zebrinoluteus Pangalo
- Cucumis melo var. zhukovskyi Pangalo
- Cucumis microcarpus (Alef.) Pangalo
- Cucumis microspermus Nakai
- Cucumis microspermus var. koreanus Nakai
- Cucumis microspermus var. rugosus Nakai
- Cucumis momordica Roxb.
- Cucumis moschatus Gray
- Cucumis odoratissimus Moench
- Cucumis odoratissimus W.M.Carp. & Riddell
- Cucumis officinarum-melo Crantz
- Cucumis orientalis Kudrj.
- Cucumis pancherianus Naudin
- Cucumis pedatifidus Schrad.
- Cucumis persicodorus Seitz
- Cucumis persicus (Sageret) M.Roem.
- Cucumis pictus Jacq.
- Cucumis princeps Wender.
- Cucumis pseudocolocynthis Wender.
- Cucumis pseudocolocynthis Royle
- Cucumis pubescens Willd.
- Cucumis pyriformis Roxb. ex Wight & Arn.
- Cucumis reflexus Zeyh. ex Ser.
- Cucumis reginae Schrad.
- Cucumis sativus var. conomon (Thunb.) Makino
- Cucumis schraderianus M.Roem.
- Cucumis serotinus Haberle ex Seitz
- Cucumis turbinatus Roxb.
- Cucumis umbilicatus Salisb.
- Cucumis utilissimus Roxb.
- Cucumis villosus Boiss. & Noë
- Cucurbita aspera Sol. ex G.Forst.
- Ecballium lambertianum M.Roem.
- Luffa cylindrica (L.) M.Roem.
- Melo adana (Pangalo) Pangalo
- Melo adzhur Pangalo
- Melo agrestis (Naudin) Pangalo
- Melo ambiguus Pangalo
- Melo ameri (Pangalo) Pangalo
- Melo cantalupa (Pangalo) Pangalo
- Melo cassaba (Pangalo) Pangalo
- Melo cassaba nid zhukovskyi (Pangalo) Pangalo
- Melo chandalak (Gabaev) Pangalo
- Melo chate (Hasselq.) Sageret
- Melo chinensis (Pangalo) Pangalo
- Melo conomon (Thunb.) Pangalo
- Melo dudaim (L.) Sageret
- Melo figari Pangalo
- Melo flexuosus (L.) Sageret
- Melo microcarpus (Alef.) Pangalo
- Melo monoclinus Pangalo
- Melo orientalis (Kudrj.) Nabiev
- Melo persicus Sageret
- Melo vulgaris Cogn.
- Melo zard (Gabaev) Pangalo
- Momordica cylindrica L.
- Momordica lambertiana Ser.
- Momordica sativa Roxb. ex Wight & Arn.
- Pepo melopepo Moench
- Pepo verrucosus Moench

## Característiques agronòmiques

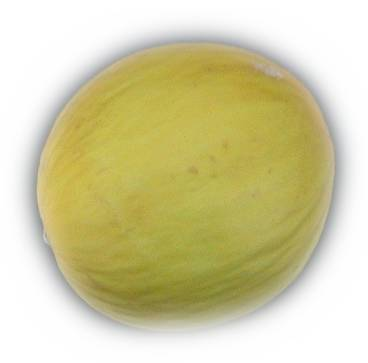
Un meló

D'entre les plantes de la seva família botànica, la melonera és més exigent en calor que la carabassera i menys que la sindriera. Necessita un mínim de 15 graus per a germinar, la sembra s'ha de fer en època lliure de gelades a l'aire lliure, és a dir, durant l'abril o el maig. Per vegetar i fructificar adequadament necessita un període vegetatiu per sobre dels 20 graus de mitjana durant uns tres o quatre mesos. Quan es rega s'ha de procurar que l'aigua no toqui les fulles, ja que fàcilment es pot podrir tota la planta, això s'evita plantant en bancals i fent un reg amb solcs. Encara que amb menys rendiment que en terrenys de regadiu, també es pot conrear en secans ben llaurats, de manera que s'acumuli prou humitat a terra (els fruits de secà són més saborosos). Necessita esporga⁣, ja que, si no es fa, la planta fa moltes flors masculines i poques de femenines, essent aquestes últimes les que es transformen en el fruit. Hi ha diversos sistemes d'esporga: un dels més senzills és deixar dues fulles quan la planta en té quatre, sense comptar els cotilèdons, i després a les branques que surten tallar a quatre fulles.
Als hivernacles es cultiven meloneres amb produccions molt primerenques que es recolzen en cordes lligades al sostre perquè creixin verticals.
La maduresa del fruit és un poc difícil d'apreciar, es calcula aproximadament quan el meló "pesa" i és una mica tou en la part del peduncle.
D'entre les malalties, la més freqüent és l'oïdi o malura blanca, que cal tractar amb fungicides preventius que no continguin sofre, ja que aquest li resulta fitotòxic. També l'ataquen diversos fongs del terra que li causen malalties o fins i tot la mort.

## Varietats cultivars
Moltes de les varietats cultivars principals de melonera són valencianes, que tenen l'escorça verda: Meló d'Elx, Meló d'Ontinyent, Pinyonet, Meló Roget, Pell de granota. Altres varietats molt apreciades són el meló Groc Canari i el francès Cantalup de mida petita i polpa de color taronja.
Entre les varietats mallorquines més apreciades hi ha l'eriço i el fei.
En els darrers anys s'han fet moltes varietats d'origen híbrid que resulten molt vigoroses i productives. També es fan servir meloneres empeltades amb altres cucurbitàcies més resistents a determinats fongs del terra.

## Avantatges del seu consum
El seu alt contingut d'aigua el converteix en un aliat contra la deshidratació. Ric en potassi, magnesi i calci, és un bon aliment per a les dones embarassades per a la bona formació dels ossos del bebè i per prevenir l'osteoporosi. Conté sucre, però no en excés, per tant, els diabètics i els qui estan a dieta poden menjar-ne sense cap problema. Aquests darrers. A més, poden beneficiar-se de les poques calories que aporta, així com del seu efecte diürètic i laxant per ajudar a eliminar toxines. La vitamina C que conté és antioxidant i afavoreix l'absorció del ferro en els aliments i la resistència a les infeccions. I la provitamina A redueix el risc de patir malalties cardiovasculars, degeneratives i càncer. Finalment, gràcies al seu poder hidratant, té aplicacions cosmètiques: es pot fer servir com a màscara per a la cara o per suavitzar els colzes i els genolls.